# Bârseștii de Sus (okręg Ardżesz)
Bârseștii de Sus – wieś w Rumunii, w okręgu Ardżesz, w gminie Tigveni. W 2011 roku liczyła 373 mieszkańców.